# Faubourg
Faubourg (pronunciación en francés: /fo.buːʁ/) es un antiguo término francés de significado similar a «suburbio» (actualmente denominado banlieue en francés). Su primera forma es forsbourg, derivado del latín foris, «fuera de», y del latín vulgar burgum (de origen germánico), «ciudad» o «fortaleza». Tradicionalmente, se daba este nombre a una aglomeración formada alrededor de una calle que conduce hacia fuera de la ciudad desde una puerta, y usualmente recibía el mismo nombre de la prolongación de la calle dentro de la ciudad. Debido a que las ciudades se situaban a menudo en la cima de colinas por razones defensivas, sus comunidades periféricas estaban habitualmente más abajo. En consecuencia, muchos faubourgs se situaban por debajo de sus ciudades, y el término «suburbio» deriva de esta tendencia (sub = abajo; urbs urbis = ciudad).
Actualmente, se continúan denominando faubourg a los barrios incorporados a la ciudad tras su crecimiento. Los faubourgs se convirtieron generalmente en barrios semicéntricos y son un espacio de transición entre el centro y la periferia: a menudo se considera a los faubourgs la primera corona de las periferias urbanas. Los faubourgs se consideran con frecuencia predecesores de los suburbios europeos, en los cuales evolucionaron generalmente en los años cincuenta y sesenta. Aunque los primeros suburbios aún conservaban algunas características de los faubourgs (como las callejones traseros con puertas, pequeños márgenes para las casas...), los suburbios posteriores experimentaron cambios importantes en su construcción, principalmente en términos de densidad de población.
Además de en muchas ciudades francesas, se pueden encontrar faubourgs fuera de Europa en la provincia de Quebec en Canadá y la ciudad de Nueva Orleans, Estados Unidos. Las ciudades de Quebec y Montreal contienen varios ejemplos, aunque Montreal tiene mucha mayor divergencia en términos de banlieue, que da lugar a similitudes con muchos suburbios de Ontario y los Estados Unidos.

## Desarrollo de losfaubourgs
En la periferia de la mayor parte de las ciudades, los faubourgs se constituyeron a menudo en torno a abadías (como las abadías Saint-Lucien y Saint-Quentin, situadas en los faubourgs de Beauvais) o de puntos de paso importantes (como el faubourg de La Guillotière, presente desde la Edad Media cerca del único puente que en la época cruzaba el Ródano y daba acceso a Lyon).
Los faubourgs se formaron también por razones de comodidad cuando había actividades que necesitaban la presencia de un curso de agua (molino de agua), de un espacio importante (terreno libre de construcciones densas) o de situarse a distancia de la ciudad debido a su carácter contaminante (peletería, curtidos, tintorería...)

## París
Los faubourgs de París fueron prominentes desde el siglo XVI. En aquella época, París estaba rodeada por una muralla, pero incluso fuera de la muralla de Luis XIII había zonas urbanizadas, que se llamaban faubourgs. En 1701, estos faubourgs se anexionaron a la ciudad, y en la misma época, se demolió la muralla y se construyó en su lugar la cadena de Grandes Bulevares que conducen desde la Place de la Bastille hasta la Place de la Concorde pasando por la Place de la République y la Place de la Madeleine. La frontera de la ciudad se desplazó algunos kilómetros hacia fuera, y el nuevo límite, que estuvo en vigor hasta 1860, está marcado en la actualidad por el círculo exterior de bulevares que pasan por la Place Charles de Gaulle al oeste y la Place de la Nation al este. En 1860, el límite de la ciudad se trasladó de nuevo unos pocos kilómetros hacia el exterior, donde aún sigue. El París haussmanniano eliminó muchos restos de los antiguos faubourgs y entonces se acuñó el término banlieue.
Muchas calles de París han mantenido su antiguo nombre a pesar del crecimiento de la ciudad; actualmente es posible averiguar el límite de París antes de 1701 identificando el punto en el que el nombre de una calle cambia de rue a rue du faubourg. Por ejemplo, la Rue du Faubourg Saint-Denis se situaba fuera de las murallas y era la prolongación de la Rue Saint-Denis, situada dentro de las murallas. Lo mismo ocurre con la Rue du Faubourg Saint-Honoré.
París estaba rodeada de faubourgs:
- El faubourg Saint-Antoine y el faubourg Saint-Honoré, que prolongaban la ciudad de París al este y al oeste de la orilla derecha,
- El faubourg Saint-Jacques y el faubourg Saint-Germain, que tenían la misma función en la orilla izquierda.
- El faubourg Poissonnière, el faubourg Saint-Marcel y el faubourg Montmartre.

Entre los ochenta barrios administrativos actuales de París, dos han conservado huella de estos faubourgs en su nombre:
- el barrio de Faubourg-Montmartre,
- el barrio de Faubourg-du-Roule.

Por último, ocho calles de París conservan un nombre que recuerda su antigua pertenencia a un faubourg:
- la Rue du Faubourg-Montmartre, que prolonga la Rue Montmartre,
- la Rue du Faubourg-Poissonnière, que prolonga la Rue Poissonnière,
- la Rue du Faubourg-Saint-Antoine, que prolonga la Rue Saint-Antoine,
- la Rue du Faubourg-Saint-Denis, que prolonga la Rue Saint-Denis,
- la Rue du Faubourg-Saint-Honoré, que prolonga la Rue Saint-Honoré,
- la Rue du Faubourg-Saint-Jacques, que prolonga la Rue Saint-Jacques,
- la Rue du Faubourg-Saint-Martin, que prolonga la Rue Saint-Martin,
- la Rue du Faubourg-du-Temple, que prolonga la Rue du Temple.

## Nueva Orleans
El término faubourg también se usó en la expansión de Nueva Orleans más allá del plan urbanístico original, cuando el francés era todavía el idioma común de la ciudad colonial, aunque en términos de características, nunca existieron en la ciudad verdaderos faubourgs. Faubourg Tremé y Faubourg Marigny, dos de los barrios más antiguos fuera del Barrio Francés, son ejemplos destacados. Otro de los primeros ejemplos fue el Faubourg Sainte Marie, originalmente (finales del siglo XVIII) una zona residencial, que fue tomado por el comercio y se convirtió en el moderno distrito financiero.

## Montreal
El Gran Montreal ya no tiene ningún verdadero faubourg en la isla de Montreal, ya que actualmente solo se consideran suburbios a las Costas Norte y Sur. Sin embargo, se siguen usando ocasionalmente nombres como le Faubourg St-Laurent para designar algunas secciones de Ville-Marie. Además, se conserva el término des faubourgs de Montréal («los faubourgs de Montreal») en los nombres de algunos lugares de la ciudad propiamente dicha, como los anexos de la École des Métiers des Faubourgs-de-Montréal. También había una Caisse des Faubourgs de Montréal en The Village, que cerró en 2003.

## Quebec
El término faubourg continúa vigente en la ciudad de Quebec, donde se usa principalmente para designar al barrio de Saint-Jean-Baptiste, llamado a menudo Faubourg Saint-Jean-Baptiste o incluso le faubourg por sus habitantes. También se aplica este término a las zonas de Saint-Roch y Saint-Sauveur, y estos tres barrios están incluidos en el distrito municipal de les Faubourgs.